# Атюрьево
Атю́рьево (мокш. Атерь) — село в Мордовии, административный центр Атюрьевского района и Атюрьевского сельского поселения.

## География
Село расположено на западе Мордовии в лесостепной зоне близ автотрасс Москва — Саранск и Торбеево — Темников в 121 км (по прямой) и 138 км (по автодороге) к западу от Саранска на реке Ляча (приток Яваса), в 32 км к северу от железнодорожной станции Торбеево. 

## История
Село Атюрьево основано в середине XVI века.
Первое упоминание о селе относится к 1443 г. Название-антропоним связывают с прозвищем старика Атеря, ходатая к московскому царю с челобитной о защите села от притеснений татар. В прошлом здесь было два села: Верхнее Атюрьево и Нижнее Атьюрьево, впоследствии слившиеся воедино. 
Во второй половине 16 века часть жителей переселилась на свободные земли, образовав с. Теризморга (ныне Старая Теризморга Старошайговского района). По переписи 1678 г. Атюрьево было одним из крупных мордовских сёл. В январе 1864 г. жители села во главе с З. Григорьевым выступили против Крестьянской реформы. 
В 1918 году часть атюрьевских крестьян выступила против продразвёрстки. Были убиты продотрядовцы Т. Бараев и И. Михайлов. По указанию председателя СНК В. И. Ленина сюда была направлена следственная комиссия, которая жестоко расправилась с участниками выступления. В 1931 году во время коллективизации был организован колхоз «Цятка» («Искра»), переименованный в 1956 году в «Память Ильича», с 1992 г. — СХПК. В 1937 году начала издаваться районная газета «Сельские вести». 

## Население
| 1959 | 1970  | 1979  | 1989  | 2002  | 2010  | 2021  |
| ---- | ----- | ----- | ----- | ----- | ----- | ----- |
| 4676 | ↗5575 | ↘5083 | ↘4990 | ↘4736 | ↘4429 | ↘3920 |

Национальный состав
Согласно результатам Всероссийской переписи населения 2002 года, в национальной структуре населения мордва составляла 79 %.

## Инфраструктура
В современной инфраструктуре села отсутствуют промышленные предприятия, действуют две средние и музыкальная школы, ПТУ, Дом творчества школьников, пять библиотек, Дома культуры и быта. Открыты дневной стационар и поликлиника, но полностью закрыт круглосуточный стационар и уехало с района десяток квалифицированных докторов, торговых и коммунально-бытовых учреждений, телевизионный ретранслятор. Памятники: воинам, погибшим в годы Второй мировой войны, Никольская церковь (1862).

## Известные жители
Атюрьево — родина Героя Социалистического Труда В. М. Верьясова, учёного И. Н. Пиксина.

## Экономика
Район сельскохозяйственный. Промышленные предприятия находятся в Атюрьеве. На 1 января 2001 г. в районе действовали 14 СХПК, 20 К(Ф)Х. Всего земель 82,6 тыс. га, в том числе 59,2 тыс. га сельскохозяйственных угодий, из них 41,5 тыс. — пашни, 17,6 тыс. — кормовые угодия, 0,1 тыс. га — многолетние насаждения. Сельскохозяйственные предприятия Атюрьевского района производят зерно, картофель, мясо, молоко, шерсть.